# Rhytidoponera barretti
Rhytidoponera barretti är en myrart som beskrevs av Clark 1941. Rhytidoponera barretti ingår i släktet Rhytidoponera och familjen myror. Inga underarter finns listade i Catalogue of Life.